# In einem Jahr mit 13 Monden
In einem Jahr mit 13 Monden (Een jaar met 13 manen) is een Duits drama dat in 1978 door Rainer Werner Fassbinder geregisseerd werd.

## Verhaal
De film brengt de laatste vijf dagen uit het leven van Elvira, een transseksueel uit de arbeidersklasse, in beeld. Tijdens haar zwerftocht doorheen Frankfurt die als doel heeft om de balans van haar leven op te maken, gaat zij op zoek naar vroegere minnaars, waaronder ook de man voor wie zij haar geslacht liet veranderen. Deze tocht brengt geen verlichting voor haar getroebleerde geest. Ook tijdens deze laatste dagen wordt ze geconfronteerd met spot en afwijzing. Moegetergd door de vele teleurstellingen pleegt zij uiteindelijk zelfmoord.
De regisseur verklaart de filmtitel als volgt: gevoelige zielen hebben meer te lijden onder de krachten van de maan. Bijgevolg hebben zij in een jaar met 13 nieuwe manen gemakkelijker te lijden onder depressies en loopt het voor dit type mensen soms verkeerd af.

## Achtergrond
In einem Jahr mit 13 Monden kan als een van de meest persoonlijke films van Fassbinder gezien worden. Met deze film trachtte hij zijn schuldgevoel, ontstaan na de zelfmoord van zijn ex-partner, te kanaliseren.

## Rolverdeling
- Volker Spengler: Elvira Weishaupt
- Ingrid Caven: Rode Zora
- Gottfried John: Anton Saitz
- Elisabeth Trissenaar: Irene
- Eva Mattes: Marie-Ann
- Günther Kaufmann: Chauffeur
- Lieselotte Pempeit: Zuster Gudrun
- Isolde Barth: Sybille
- Karl Scheydt: Christoph Hacker
- Walter Bockmayer: Seelen-Frieda
- Peter Kollek: Alcoholist
- Bob Dorsay: Zwerver
- Gerhard Zwerenz: Burghard Hauser
- Janoz Bermez: Oscar Pleitgen
- Günther Holzapfel: Bediende
- Ursula Lillig: Werkster

## Mise en scène

### Belichting
In het begin van de film zien we verschillende (homoseksuele) mannen die een park in de schemering betreden en seksuele toenadering zoeken tot elkaar. Veel meer dan schaduwen is er van hen niet te zien. De donkere belichting benadrukt het heimelijke en groezelige karakter van deze gedragingen nog eens extra en zorgt voor een gespannen, dreigende sfeer. Wanneer Elvira na een belaging door een aantal mannen in het park eindelijk thuis komt, valt op dat het appartement in lichte tinten is geschilderd en dat het daglicht volop binnenstroomt. Dit zorgt ervoor dat er een soort van spanning afglijdt en je als toeschouwer aan den lijve ondervindt dat Elvira op een veilige plek is beland.

### Gebruik van iconische tekens
In dezelfde openingsscène wordt veelvuldig gebruikgemaakt van kledij die verwijst naar seksualiteit. De homomannen waartoe Elvira toenadering zoekt en die haar uiteindelijk zullen belagen, dragen allen stoere lederen jekkers met een jeansbroek en laarzen en belichamen daarmee het prototype van de jaren 70-homo. Elvira draagt in deze scène weliswaar mannenkleding maar onder het uniform draagt zij een frivole vrouwenslip die haar vrouwelijke geslacht moet symboliseren. Doorheen de rest van de film draagt zij vrouwenkleding hetgeen haar niets dan minachting van haar omgeving oplevert.
Een ander voorbeeld wordt gevormd door de scène in het weeshuis. De non die Elvira heeft opgevoed wordt gefilmd in habijt terwijl ze achter een tralies op een bankje neerzit. De tralies symboliseert hier het rigide en geslotene van de kerk.

### Decor
Doorheen heel de film wordt gebruikgemaakt van bestaande locaties (het appartement van Elvira, het park, het lunapark, het kantoorgebouw waar zij Saitz gaat opzoeken, het weeshuis waar zij is opgegroeid). Fassbinder wil daarmee een representatie tonen van de werkelijkheid.

## Cameravoering

### Camerastandpunt
Meestal worden de personages gefilmd van op ooghoogteperspectief, maar er wordt regelmatig afgewisseld met een kikvorsperspectief. Hoewel de hoofdpersonages (Elvira, rode Zora, …) gemarginaliseerde figuren zijn waarop de maatschappij neerkijkt, geeft de regisseur hen, door ze op deze manier in beeld te brengen, meer grandeur. Een voorbeeld van een scène die in kikvorsperspectief is gemaakt, is het bezoek van Elvira en rode Zora aan het weeshuis waar Elvira is opgegroeid. Er is hier gefilmd van op het een binnenplein naar de bovenkant van het gebouw. Het resultaat is dat je als kijker een benauwd gevoel krijgt en je je kunt voorstellen hoe Elvira zich hier als opgroeiend kind moet hebben gevoeld.

### Kadrering
In de film wordt een zeer diverse kadrering gebruikt. Vaak worden long shots gebruikt waarbij de personages in hun geheel zichtbaar zijn en zich door het decor bewegen. Maar even vaak gebruikt de filmmaker close-ups als medium close-ups (vanaf de buste) en medium shots (vanaf het middel).

### Scherpte
Opvallend is dat doorheen de hele film slechts op één personage wordt scherpgesteld terwijl de anderen wazig in beeld komen. Vaak komt het personage op de voorgrond scherp in beeld maar er zijn hier en daar ook uitzonderingen op. Een duidelijk voorbeeld is de scène bij Seelen-Frieda. Drie personages zijn opgesteld volgens een driehoekscompositie. Links in beeld staat Elvira, boven in het midden staat een man halters te heffen en rechtsonder zit een man die vertelt. Enkel hijzelf komt hier helder in beeld, de anderen zijn wazig gefilmd. Opvallend is dat er steeds voor deze manier van scherpstellen wordt gekozen, doorheen heel de film, ongeacht het kader.

### Camerabeweging
Doorheen de film worden verschillende camerabewegingen gebruikt. In het algemeen is er redelijk statisch gefilmd maar toch zijn er enkele scènes aan te duiden die gebruikmaken van bewegend beeld. Zo is er bijvoorbeeld de scène in het weeshuis waarin de non vertelt over de kindertijd van Elvira. Op een bepaald moment begint zij rond te stappen op het binnenplein van het weeshuis en wordt er een rijdende camera gebruikt. Ook de tilt-methode wordt weleens gebruikt, bijvoorbeeld om de grootte van het gebouw te tonen waar Saitz zijn kantoor heeft op de 16de verdieping.

## Montage
Muziek speelt een belangrijke rol bij het benadrukken van emoties van de personages. In deze film wordt muziek op verschillende manieren gebruikt. Zo is er de scène waarin Elvira in het lunapark wordt vernederd door een homo. Het resultaat is dat zij begint te huilen. Op hetzelfde moment wordt een eerder triest nummer afgespeeld en benadrukt de muziek het verdriet van Elvira.
In andere scènes heeft muziek dan weer eerder een bevreemdend effect. Zo is er de scène waarin Elvira een ceintuur rond haar hals doet in een poging om zelfmoord te plegen. Juist daarvoor heeft zij een plaat met zingende kinderstemmetjes opgelegd. Het onschuldige, engelachtige van de kinderstemmen contrasteert heel erg met het leven van Elvira en op het eerste gezicht lijkt dit tegenstrijdig te zijn. Maar juist door die onschuldige muziek wordt onderstreept hoe hopeloos de situatie van Elvira is. Voor de kinderen op de plaat liggen alle mogelijkheden nog open terwijl de rol van Elvira in dit leven zo goed als uitgespeeld is.
Ook in de scène bij Seelen-Frieda verwart de muziek enigszins maar versterkt het hetgeen gezegd wordt. Zo vertellen de personages over hoe zij het leven ervaren en klinkt op de achtergrond bevreemdende, zelfs beangstigende muziek. Op die manier wordt benadrukt dat geen van de personages in die huiskamer zijn of haar leven echt op een rijtje heeft.

## Gebruikte bronnen
Andreas Bode over Fassbinder op www.nachtkritik.de op 20/3/2008

Der Stadtstreicher (1965) · Das kleine Chaos (1967) · Liebe ist kälter als der Tod (1969) · Katzelmacher (1969) · Götter der Pest (1969) · Warum läuft Herr R. Amok? (1969) · Rio das Mortes (1970) · Whity (1970) · Die Niklashauser Fart (1970) · Der amerikanische Soldat (1970) · Warnung vor einer heiligen Nutte (1970) · Pioniere in Ingolstadt (1970) · Händler der vier Jahreszeiten (1971) · Wildwechsel (1972) · Die bitteren Tränen der Petra von Kant (1972) · Acht Stunden sind kein Tag (1972) · Welt am Draht (1973) · Angst essen Seele auf (1973) · Martha (1973) · Fontane Effi Briest (1973) · Faustrecht der Freiheit (1974) · Mutter Küsters' Fahrt zum Himmel (1975) · Ich will doch nur, daß ihr mich liebt (1975) · Satansbraten (1976) · Chinesisches Roulette (1976) · Bolwieser (1977) · Despair – Eine Reise ins Licht (1977) · Deutschland im Herbst (1977) · Die Ehe der Maria Braun (1978) · In einem Jahr mit 13 Monden (1978) · Die dritte Generation (1978) · Berlin Alexanderplatz (1980) · Lili Marleen (1980) · Theater in Trance (1981) · Lola (1981) · Die Sehnsucht der Veronika Voss (1982) · Querelle (1982)